# 박신영 (프로게이머)
박신영(朴新榮, 1984년 11월 24일~ )은 대한민국의 전직 스타크래프트 프로게이머이다. SoNiC)BlacK라는 아이디를 사용하며, 종족은 저그이다.
2001년 KTF 매직엔스에 입단하며 프로게이머 생활을 시작했다.
2003년 KTF 매직엔스에서 슈마GO(현 CJ 엔투스)로 이적했다.
2005년 4월 은퇴를 공식적으로 발표했다.
은퇴 이후 서강대학교 경영학과에 진학했다.
졸업 후 NHN에 입사, EA를 거쳐
현재 LG에 재직중이다.

## 수상 경력
- 2001년 10월 춘천게임경진대회 스타크래프트 개인전 3위
- 2001년 12월 2001 국제게임챔피언쉽 스타크래프트 8강
- 2002년 6월 2002 KPGA 투어 2차 리그 3위
- 2002년 10월 2002 WorldCyberGames 국가대표 선발전 스타크래프트 8강
- 2003년 2월 제3차 ghemTV 스타리그 8강
- 2003년 3월 KTEC배 KPGA 투어 위너스 챔피언십 4위
- 2004년 1월 하나포스 센게임 MSL 16강
- 2004년 2월 Neowiz Pmang배 온게임넷 프로리그 우승
- 2004년 8월 Tucson배 MBC게임 팀리그 준우승
- 2005년 1월 SKY 프로리그 2004 3라운드 3위